# 台风盖伊 (1989年)
台风盖伊又名1989年卡瓦利气旋，是1989年11月形成的一场规模虽小，但却在泰国湾及周边区域夺走800多条人命的强烈热带气旋，也是35年间对马来半岛影响最严重的台风。系统源于11月初泰国湾上空的季风槽，因外界大气环境有利而急剧强化，到11月3日时风速已超过每小时120公里。当晚，盖伊以风力时速185公里强度吹袭春蓬府，成为1891年后首场登陆泰国的台风。风暴的覆盖范围很小，于接下来几天里进入孟加拉湾，并在逼近印度东南部的同时逐渐重新组织。11月8日，台风达到风速每小时260公里的最高强度，相当于萨菲尔-辛普森飓风等级下最高的五级标准，然后从安得拉邦的卡瓦利附近上岸。盖伊在陆地上空迅速减弱，于11月10日清晨在马哈拉施特拉邦上空完全消散。
这场台风发展速度之快，令泰国湾数以百计的船只猝不及防，导致海上有275人遇难，其中单西克雷斯特号石油钻井船因遭遇6至11米高的巨型涌浪而倾覆就致使91人丧生。马来半岛各地共有588人因风暴相关的各种事故死亡，春蓬府多个沿海城镇毁于一旦。整个泰国共计遭受了价值110亿泰铢（1989年泰铢，相当于同年的4.97亿美元和2025年的12.6億美元）的损失。盖伊以高强度吹袭印度，安得拉邦有约2万户民宅受损或被毁，10万人因此无家可归。该国共因这场台风导致69人死亡，损失数额约为4.1亿印度卢比（1989年印度卢比，相当于同年的2530万美元和2025年的6418萬美元）。

## 气象历史
11月初，泰国湾上空的季风槽开始呈现出发展迹象。季风槽的低气压上空迅速发展出密集但规模较小的对流，其组织结构到11月2日已有改善，联合台风警报中心因此发布热带气旋形成警报。系统规模很小，因此得以利用狭窄海湾内较高的水温和良好的外流开始强化。系统逐渐向西北方向移动，于当晚发展成热带低气压并进入急速增强期。据联合台风警报中心的戴安娜·克里滕登（Dianne K. Crittenden）中尉所言，系统增强成热带风暴并获名“盖伊”（Gay）时，气象预报人员马上就面临“悖论”：来自马来西亚和泰国的天气学数据表明气旋风速逐渐下降，周围气压也趋于回升，但气象机构之后认为这些情况是因下沉气流增多所致。

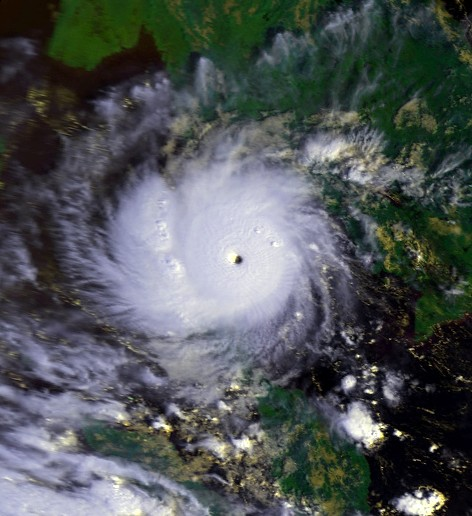
11月3日台风盖伊的卫星图像，风暴数小时后就会登陆马来半岛。

盖伊的增强速度快过预期，于11月3日清晨达到台风标准。当天下午，风暴发展出风眼并从西克雷斯特号石油钻井船上空经过。11月4日，台风风速提高到每小时185公里，已相当于萨菲尔-辛普森飓风等级下的三级飓风标准，然后在协调世界时这天早上6点登陆泰国春蓬府。日本气象厅经评估认定，风暴这时的10分钟持续风速为每小时140公里，气压则是960毫巴（百帕，28.35英寸汞柱）穿越克拉地峡期间，盖伊的强度在进入孟加拉湾时降至台风的最低标准。据印度气象局记载，盖伊是1891年后首场在泰国湾形成并进入孟加拉湾的台风。受北面的高压脊影响，风暴在接下来4天里先是向西北偏西方向移动，然后又朝西北前进。气旋进入风切变较少，水温较高的海域并因此逐渐强化，但强度仍然受到外流发展的限制。11月6日清晨，台风以二级飓风强度标准从安达曼群岛附近经过。
盖伊的强度在11月6日大部分时间里都没有变化，并因北面的高压脊增强和之前外流受限的情况不复存在而强化。风暴朝正西面移动，并受温暖海水的助益得以在接下来42小时里继续增强。根据德沃夏克分析法的估算结果，联合台风警报中心预计盖伊于11月8日清晨达到风力时速260公里的最高强度，已达到萨菲尔-辛普森飓风等级下最高的五级标准。与此同时，印度气象局估计气旋的3分钟持续风速为每小时240公里，达到如今的超级气旋风暴标准。此外，将机构还估计盖伊的中心气压已降至930毫巴（百帕，27.46英寸汞柱）。当天下午18点左右，台风从印度安得拉邦人烟稀少的卡瓦利附近地区登陆。风暴上岸时拥有约20公里宽的风眼，中心周围95公里范围内的风速达到烈风强度。进入陆地上空后，盖伊无法再从温暖的海水中获得能量，登陆不到12小时后就降级成热带风暴。气旋在穿越印度期间继续弱化，于11月10日在马哈拉施特拉邦上空完全消散。

## 影响和善后

### 泰国湾
盖伊是超过35年间吹袭泰国湾的最强台风，产生高达6至11米的涌浪，湾内大量船只猝不及防。到11月5日时，已有至少16艘船只失踪，其中还包括优尼科公司106米长的石油钻井船“西克雷斯特号”（Seacrest）。据生还者回忆，该船之前没有收到任何有关盖伊发展情况的警报。台风的风眼正是在所有船员都准备弃船逃生时在上空经过，风力和风向都因此剧烈波动，导致船只虽然尚在安全操作环境范围内，但还是无法保持稳定。11月3日深夜，满载97名船员的西克雷斯特号突然倾覆，没有任何人得以搭乘救生艇逃脱。11月4日，有关部门曾试图组织救援，但因海况恶劣而作罢。钻井船沉没两天后，当地4艘船只和两架直升机开始展开搜救，11月6日，共有4人从失事船只的残骸中获救。泰国海军潜水员出动前往沉船内部寻找任何可能受困的人员。全部船员中只有6人生还，搜救人员共计寻回25具遗体，另外66人推定均已遇难。“西克雷斯特号”沉船事件一共导致的损失数额达4000万美元。风暴期间还有另外20艘货船或渔船沉没，致使140人丧生。

### 泰国

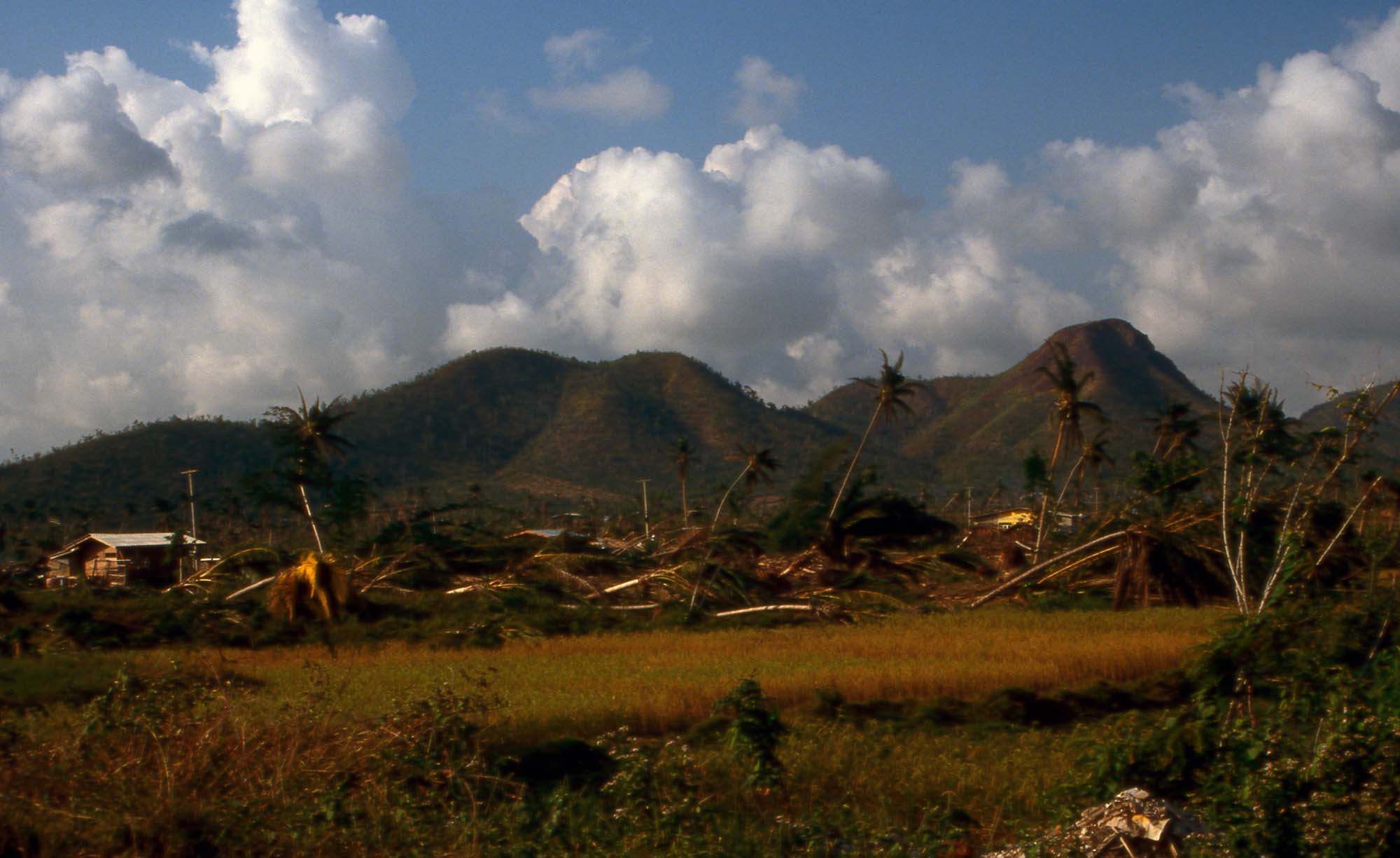
春蓬府内倒塌的树木和被毁的建筑

台风盖伊是自1891年有紀錄以來首個登陸泰國的颱風,它以前所未有的强度吹袭泰国，在该国多个府的大范围地区构成破坏。春蓬府到罗勇府之间地区受到狂风暴雨和强烈涌浪的严重影响。气旋经过期间，各地雨量以春蓬府最高，达194毫米。曼谷以南大部分地区的通讯和供电发生故障，许多居民家中停电达数周之久。破坏性的狂风将许多树木和电线杆连根拔起，还有许多建在支柱上的木质房屋被风推倒。风暴引起山洪暴发，灾情又因森林采伐加剧，导致至少365人丧生，数以千计的民宅受损或被毁。春蓬府各地多个城镇和村庄变得满目苍痍，《曼谷邮报》报道称其中一个被毁的村庄“看上去仿佛遭受过轰炸”。另据报道，春蓬府和班武里府有多个社区完全被“夷平”。春蓬府和素叻府各地有许多学校被台风摧毁，其中大部分都是木质建筑。风暴行进路途附近所有建筑物的窗户和门都被狂风刮跑，一些多层建筑的上层也不复存在。少数以钢筋混凝土建造的学校所受破坏程度较轻。台风沿途有上千条道路和194座桥梁受损或被冲毁，引发的洪灾一度导致超过25万公顷土地被淹。盖伊在陆地上一共夺走558条人命，近海另有44人丧生。整个泰国有约4万7000套民宅受损或被毁，超过20万人受到影响，其中约有15万3000人流离失所。全国遭受的经济损失达110亿泰铢（1989年泰铢，相当于同年的4亿5650万美元），盖伊因此成为该国历史上造成破坏最严重的灾难之一。
气旋过去不到一周后，泰国政府开始向各灾区居民发放救灾物资。11月9日，来自达塞渡县等地的约2500人举行示威，要求政府提供更多物资，但很快就被驱散。泰国政府对台风影响轻描淡写的做法引来大量批评，总理差猜·春哈旺因此推迟对美国的访问，亲自督导救灾工作。到11月15日时，美国已承诺捐款2万5000美元用于救灾。此时曼谷到巴蜀之间的电话已经接通，但更南部的地区仍未恢复。由于春蓬府大部分地区的停电情况持续了超过两周，因此当地医院和政府机构只能利用发电机来保持运作。随着破坏程度逐渐明朗，泰国政府于11月17日向联合国救灾机构请求国际援助。请求发出后，有6个国家承诺会一起提供近51万美元资金。素叻府各地农业也因这场台风受到长期性的沉重打击。气旋过去后的4年里，作为果园、橡胶和油棕种植园的土地从33.32%降低到30.53%。此外，水稻种植覆盖率也从22.96%下降到13.03个百分点。
盖伊过去后举行的调查表明，大部分受损严重的学校修筑方式存在问题，并且上层楼房也不能抵御台风强度风力。根据泰国建筑法规，所有建筑物都必须能够承受每平方米120千克力的风力。台风过去后的数年里，许多工程师在受灾最严重的区域开展研究，以求找到重建该国建筑物的最佳途径。许多被毁建筑都是木质，因此有关部门建议以钢筋混凝土重建。只要修筑方法得当，新的建筑物可能屹立50年不倒，但还是有不合规范的建筑物需要在5年内整修。

### 印度
穿越马来半岛后，台风盖伊于11月6日经过安达曼群岛。出于安全起见，当地所有海上和空中交通均予暂停。北安达曼岛受到时速超过120公里的狂风冲击，致使两幢建筑倒塌。台风登陆数天前，安得拉邦官员开始疏散沿海地区约5万居民并储存救援物资，维沙卡帕特南县和斯里加古兰县部分易受影响地区的居民被强制撤离。当地多名气象学家警告，风暴可以同1977年那场夺走上万条人命的气旋相提并论。吹袭安德拉邦南海岸期间，盖伊产生时速高达320公里的强烈阵风。沿海出现3.5米高的风暴潮，淹没的地区距原有海岸线还有3公里，许多建筑被水冲走。卡瓦利城外约20公里处有座91米高的钢格微波塔倒塌，估计刮倒该塔的狂风时速为142公里。安得拉邦南部各地的交通和通讯受阻，约2万套民房受损或被毁，导致至少10万人无家可归。安纳加里帕林（Annagaripalem）几乎所有的建筑物不是被毁就是严重受损。默苏利珀德姆近海有25名拒绝听从警告返回港口的渔夫溺毙。安德拉邦各地共因这场台风导致69人遇难，经济损失约4.1亿印度卢比（1989年印度卢比，相当于同年的2530万美元）。风暴过去后的几个月里，当地用混凝土建成多个避难所，用于安署流离失所的灾民。